# 인피니트의 쇼타임
《인피니트의 쇼타임》은 2015년 12월 10일부터 2016년 2월 25일까지 MBC every1에서 방송 되었던 리얼 버라이어티 프로그램이다.

## 소개
- 인피니트에 대한 시청자들의 궁금증을 바탕으로 만들어가는 프로그램

## 출연
- 김성규
- 장동우
- 남우현
- 호야
- 이성열
- 엘
- 이성종

## 방영목록
| 회차   | 방송일           | 부제목                                                  |
| ------ | ---------------- | ------------------------------------------------------- |
| 제1회  | 2015년 12월 10일 | <서프라이즈 심야 라디오> '야간주행 규규규'              |
| 제2회  | 2015년 12월 17일 | <무한돌의 집 밖 삼시 칠 끼>                             |
| 제3회  | 2015년 12월 24일 | <무한돌의 집 밖 삼시 칠 끼> 2부 <쇼타임×하얀고백>       |
| 제4회  | 2015년 12월 31일 | <쇼타임×성규:몰래카메라> 2015 THANK YOU 이밴트          |
| 제5회  | 2016년 1월 7일   | <무한돌의 작심 1일>                                     |
| 제6회  | 2016년 1월 14일  | <무한돌의 '내기왕' 선발전>                              |
| 제7회  | 2016년 1월 21일  | <7인1색! 텔레파시 릴레이>                               |
| 제8회  | 2016년 1월 28일  | <인피니트 셀프 힐링 여행>                               |
| 제9회  | 2016년 2월 4일   | <인피니트 셀프 힐링 여행> 2부 <인피니트 이펙트 in 뉴욕> |
| 제10회 | 2016년 2월 11일  | <인피니트×생활 계획표>                                  |
| 제11회 | 2016년 2월 18일  | <마이 인피니트 텔레비전>                                |
| 제12회 | 2016년 2월 25일  | <Good bye 쇼타임>                                       |

## 시리즈
1. EXO의 쇼타임
2. 쇼타임 - 버닝 더 비스트
3. 에이핑크의 쇼타임
4. 씨스타의 쇼타임
5. EXID의 쇼타임
6. 인피니트의 쇼타임
7. 마마무X여자친구의 쇼타임